# 兼務
| ウィキペディアには「兼務」という見出しの百科事典記事はありません（タイトルに「兼務」を含むページの一覧/「兼務」で始まるページの一覧）。 代わりにウィクショナリーのページ「兼務」が役に立つかもしれません。 |